# Adriana Mater
Pour les articles homonymes, voir Adriana (homonymie).
Adriana Mater est un opéra de la compositrice finlandaise Kaija Saariaho, créé en 2006 à Paris, sur un livret de l'écrivain franco-libanais Amin Maalouf. L'histoire décrit la vie d'Adriana et de son fils Yonas, se trouvant perdus au milieu d'une guerre civile dans une époque et un lieu inconnus.

## Historique
Adriana Mater est une commande de l'Opéra de Finlande et de l'Opéra de Paris par son directeur, Gerard Mortier, qui a déjà travaillé avec le trio composé de la compositrice, du librettiste et du metteur en scène Peter Sellars, lors du Festival de Salzbourg pour le premier opéra de Kaija Saariaho, L'Amour de loin, créé en 2000. L'ouvrage est écrit entre 2004 et 2005 et la partition est composée en 2005, une fois le livret achevé.
La création mondiale d'Adriana Mater doit initialement avoir lieu le 30 mars 2006. Une grève sans préavis des machinistes de l'opéra Bastille entraîne l'annulation au dernier moment de cette première,.
Adriana Mater est finalement créé pour six représentations le 3 avril 2006 à l'opéra Bastille de Paris sous la direction du compositeur finlandais Esa-Pekka Salonen, avec l'Orchestre de l'Opéra de Paris et le Chœur de l'Opéra national de Paris sous la direction de Peter Burian. Mis en scène par Peter Sellars, les décors y étaient assurés par George Tsypin et les costumes par Martin Pakledinaz. Lors de cette première production, la mise en scène comprend des décors présentant des habitations à dômes, que l'on trouve dans les pays du sud-est de l'Europe, voire dans les pays orientaux. La deuxième partie de l'opéra présente les mêmes décors mais détruits par le temps et la guerre, dix-huit années s'étant écoulées. L'opéra est assez mal accueilli par la critique, qui trouve l'ouvrage « décevant », en particulier le livret, qui assume plusieurs faiblesses.
Le livret est édité une première fois en version originale par les Cent Une en décembre 2005 et mis en image par Miguel Condé, puis publié le 8 mars 2006 par les Éditions Grasset, la partition chez Chester Music. Le livret a été par la suite adapté théâtralement par la Compagnie de la Porte au Trèfle (Festival de Casablanca 2008, primé meilleur spectacle, Beyrouth 2009). L'opéra est joué à Santa Fe dans une première américaine en août 2008. Dirigés par Ernest Martínez Izquierdo, le rôle d'Adriana est assuré par Monica Groop, Refka par Pia Freund, Yonas par Joseph Kaiser et Tsargo par Matthew Best.

## Description
Adriana Mater est le second opéra de la compositrice, qui se déroule en deux actes et sept tableaux, et dont la durée approximative est de deux heures. Le livret, en langue française, est dédié à Gerard Mortier, directeur de l'Opéra de Paris et commanditaire de l'œuvre. La compositrice a dédié son œuvre au metteur en scène Peter Sellars et à sa mère. Cet opéra requiert un dispositif électronique de spatialisation et d'amplification en temps réel de l'orchestre, des solistes et du chœur. Le récit du livret reprend les grands schémas de la tragédie classique, mêlant les désirs du héros avec l'irrévocabilité du destin.

### Rôles
Les rôles d'Adriana Mater sont composés de ces personnages :
| Rôles                 | Voix          | Créateurs           |
| --------------------- | ------------- | ------------------- |
| Adriana               | mezzo-soprano | Patricia Bardon     |
| Refka, sœur d'Adriana | soprano       | Solveig Kringelborn |
| Yonas, fils Adriana   | ténor         | Gordon Gietz        |
| Tsargo, père de Yonas | baryton-basse | Stephen Milling     |
| Chœur                 |               |                     |

### Orchestration
L'instrumentation d'Adriana Mater est écrit pour un vaste orchestre et un chœur mixte (SATB) : 
- Bois : 3 flûtes, 3 hautbois, 3 clarinettes ;
- cuivres : 2 bassons, 4 cors, 4 trompettes, 3 trombones, tuba ;
- percussions : 4 percussionnistes, timbales ;
- cordes : harpe, 2 pianos (aussi célesta), cordes.

### Résumé
La première partie d'Adriana Mater se déroule dans un pays rappelant les Balkans, à l'aube de la guerre. Adriana, une jeune femme joviale et heureuse, refuse les avances de Tsargo, un homme méprisable, violent et alcoolique. Quand la guerre éclate, celui-ci abuse de son nouveau pouvoir de soldat et, prétextant vouloir la protéger "des autres", rentre chez elle et la viole. Enceinte, Adriana s'interroge sur son futur enfant : Sera-t-il bon ou mauvais ? Lui ressemblera-t-elle ? Ressemblera-t-il à Tsargo ? « Sera-t-il Abel ou Caïn » ?
Dans la deuxième partie dix-huit années se sont écoulées. Adriana avoue à son fils, Yonas, les circonstances de sa conception. Le jeune homme, enivré par la colère et la haine, décide de retrouver son père, dont il a appris le retour au village, et de le tuer. Yonas découvre alors que Tsargo est devenu aveugle et malgré sa haine ne trouve pas la force de le tuer. Plutôt que par la vengeance, l'opéra se conclut sur un pardon salvateur, laissant entrevoir l'espoir.

## Structure

### Acte I
Tableau 1 : Clartés
Tableau 2 : Ténèbres
Tableau 3 : Deux cœurs

### Acte II
Tableau 4 : Aveux
Tableau 5 : Rages
Tableau 6 : Duel
Tableau 7 : Adriana